# Бижоев, Тимур Асланович
Тимур Асланович Бижоев (22 марта 1996, Нарткала, Кабардино-Балкария, Россия) — российский борец вольного стиля черкесского происхождения, призёр чемпионатов мира и Европы.

## Биография
Родился в 1996 году в Кабардино-Балкарии, в городе Нарткала. В 2013 году стал бронзовым призёром первенства мира среди кадетов.
В 2018 году стал бронзовым призёром чемпионата России. В том же году становится победителем Международного турнира «Аланы». В 2019 году завоевал бронзовую медаль чемпионата Европы в Бухаресте, также повторил прошлогодний результат на чемпионате России, став снова бронзовым призёром. В 2020 году завоевал бронзовую медаль на чемпионате России.
В 2021 году на чемпионате мира, который проходил в октябре в норвежской столице, стал бронзовым призёром в весовой категории до 74 кг. В четвертьфинале уступил словацкому борцу Таймуразу Салказанову и через утешительные схватки добрался до подиума.